# Jan Funtíček
Jan Funtíček (16. července 1856, Pustiměř – 1. března 1931, Moravské Budějovice, pseudonymně též Pustiměřský, Hanák, F. J., Jiskra, J.) byl český pedagog a publicista.

## Biografie
Jan Funtíček se narodil v roce 1856 v Pustiměři u Vyškova, do Moravských Budějovic přišel v roce 1891 a v roce 1892 byl jmenován ředitelem dívčí měšťanské školy, v roce 1897 se stal okresním školním inspektorem. Po svém příchodu do Moravských Budějovic se začal účastnit spolkového života, stal se členem Sokola a Budivoje, následně také v roce 1892 založil spolu s Eduardem Špatinkou a Josefem Purcnerem ženský spolek Eliška Krásnohorská. V roce 1902 byl zvolen do obecní rady, po volbách byl jedním z hlavních iniciátorů zřízení střední školy v Moravských Budějovicích, plány pro budovu školy byly dokončeny za přispění Jana Funtíčka v roce 1913 a v roce 1914 byla škola otevřena. V roce 1910 se také stal zakladatelem a prvním předsedou okrašlovacího spolku. Ředitelem dívčí měšťanky byl Jan Funtíček do roku 1915. Od roku 1918 byl na odpočinku a žil v Moravských Budějovicích.
Po jeho smrti po něm byla pojmenována ulice Funtíčkova v Moravských Budějovicích, pohřben je na hřbitově v Moravských Budějovicích. Sbíral národní písně, přísloví a lidovou slovesnost, přispíval také do pedagogických časopisů.